# 逐步聚合

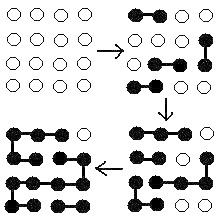
逐步聚合反应图示

逐步聚合（英語：Step-growth polymerization）指的是聚合反应的一种主要机理。带有两个或多个官能团的单体相互反应，逐步生成二聚体、三聚体、寡聚物最终形成高分子聚合物。很多天然聚合物和一些合成聚合物通过逐步聚合机理形成，比如聚酯、聚酰胺、聚氨酯等。基于这一反应机理，只有在反应程度很高时，才能获得较高的相对分子质量。这一机理的最简单图景是每个人有两只手（代表着两个可反应的官能团）然后通过左右手互相拉起来，连成高分子。若单体有多于两个官能团，则会导致形成支化聚合物乃至交联聚合物。

## 历史
最早的合成聚合物，是1907年莱奥·贝克兰发明的贝克兰塑料，就是通过苯酚和甲醛通过逐步聚合形成的。1930年代杜邦公司的研究领导华莱士·卡罗瑟斯提出了新的合成聚酯的方法，并合成了尼龙。卡罗瑟斯将基于加成反应的聚合称为加成聚合，而将聚合过程中会生成小分子的聚合反应称为缩合聚合。并用数学方式表达了聚合度和反应程度的关系，即卡罗瑟斯公式。
但随着聚合物合成的发展，某些聚合物比如聚氨酯的聚合属于加成聚合，但是过程中却是通过官能团逐步反应进行的。1953年，卡罗瑟斯的学生和同事保罗·弗洛里后来对聚合反应动力学进行了深入分析，基于反应机理将聚合反应分为了链式聚合和逐步聚合。

## 逐步聚合的动力学

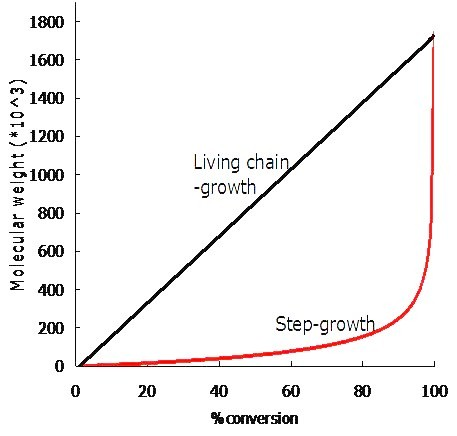
活性链式聚合和逐步聚合形成的聚合物的相对原子质量对比